# 90 minutos en el Cielo
90 Minutes in Heaven es una película de drama cristiano de 2015 dirigida por Michael Polish y protagonizada por Hayden Christensen, Kate Bosworth, Hudson Meek, Dwight Yoakam, Michael W. Smith y Michael Harding. Está basada en el libro best-seller del mismo nombre. Es la primera película de Giving Films, una empresa hermana de la cadena minorista Family Christian Stores, y aunque la compañía anunció planes de donar todas las ganancias de la película a organizaciones benéficas, la película, que recibió malas críticas, mostró una pérdida en la taquilla.

## Premisa
El ministro bautista Don Piper se ve involucrado en un terrible accidente automovilístico, es declarado muerto en el lugar y cubierto por una lona. Noventa minutos después, tras ser llevado a un hospital, vuelve a la vida y afirma haber visto el Cielo y haber visitado a familiares fallecidos mientras estuvo allí.

## Elenco
- Hayden Christensen es Don Piper
- Kate Bosworth es Eva Piper
- Hudson Meek es Chris Piper
- Dwight Yoakam es Cecil Beaumont
- Fred Thompson es Jay B. Perkins
- Michael W. Smith es Cliff McArdle
- Michael Harding es Dick Onerecker
- Rhoda Griffis es Principal Mary Nell
- Marshall Bell es Dr. Greider
- Nicholas Pryor es J.V. Thomas
- Ashley Bratcher es Susan Long
- Vanessa Cloke es Suzan Maulden

## Producción
El proyecto se filmó en Atlanta, Georgia, y el rodaje finalizó en marzo de 2015. Desde su publicación, el libro de Don Piper estuvo dos veces en la lista de los más vendidos del New York Times, fue catalogado como un best-seller por USA Today, y ha vendido 7 millones de copias en 46 idiomas.
Los productores decidieron ser lo más fieles posible al libro que inspiró la película.
 
La actriz Kate Bosworth declaró que "estaba sorprendida de cómo la historia de Piper afecta a tanta gente" y que se sentía bendecida "de ser parte del elenco de la película". La filmación comenzó en enero de 2015, y para el 8 de marzo de 2015, la filmación había terminado y el proyecto entró en posproducción.

## Lanzamiento

### Medios domésticos
90 Minutes in Heaven se lanzó en DVD y Blu-ray el 1 de diciembre de 2015.

## Recepción
90 Minutes in Heaven ha recibido críticas negativas de los críticos. A diciembre de 2020, la película tiene un índice de aprobación del 26% en Rotten Tomatoes, basado en 23 reseñas con una calificación promedio de 4.6/10. Metacritic le da a la película una puntuación de 28 sobre 100, basándose en reseñas de 9 críticos, lo que indica "críticas generalmente desfavorables".